# Етьєн Камара
Етьєн Амара Камара (фр. Etienne Amara Camara, нар. 30 березня 2003, Нуазі-ле-Гран, Франція) — французький футболіст гвінейського походження, півзахисник бельгійського клубу «Шарлеруа».

## Ыгрова кар'эра

### Клубна
Етьєн Камара народився у передмісті Парижа. Займатися футболом почав в клубній школі «Анже», та у жовтні 2020 року переїхав до Англії, де приєднався до молодіжної команди клубу «Гаддерсфілд Таун».
9 мічня 2021 року Камара зіграв першу гру за основу «Гаддерсфілд Таун» у кубковому матчі проти «Плімут Аргайл». В Чемпіоншип футболіст дебютував 13 серпня 2022 року, коли вийшов на заміну у матчі проти «Сток Сіті».
Влітку 2023 року Камара перейшов до італійського «Удінезе», з яким підписав контракт на чотири роки. Але до зими футболіст провів лише один матч в Кубку Італії, при цьому залишаючись запасним у матчах чемпіонату країни. І у лютому 2024 року півзахиник перебрався до Бельгії, де підписав контракт на три з половиною роки з клубом «Шарлеруа». І вже 3 лютого зіграв першу гру в чемпіонаті Бельгії проти «Кортрейка».

### Збірна
У 2023 році Етьєн Камара зіграв одну гру у складі юнацької збірної Франції (U-20).